# استان کروتون

استان کروتون (به ایتالیایی: Provincia di Crotone) از استان‌های کشور ایتالیا است. استان کروتون در جنوب این کشور قرار دارد. مرکز این استان شهر کروتون و زیرمجموعه ناحیه کالابریا می‌باشد. مساحت این استان ۱٬۷۱۷ کیلومتر مربع و جمعیت آن ۱۷۲٬۹۷۰ نفر است.